# Sandra Leitner
Sandra Leitner (* 25. März 1996) ist eine deutsche Musicaldarstellerin.

## Karriere
Leitner wurde im März 1996 bei Wetzlar geboren und wuchs in Nordhessen auf. 2016 schloss sie ihre Ausbildung zur Musicaldarstellerin und Schauspielerin an der Academy of Stage Arts ab. 2016 und 2017 wirkte sie bei den Clingenburg Festspiele mit.
Ihr Musicaldebüt gab Leitner in der Weltpremiere von Fack ju Göhte – Das Musical, welches im Werk 7 in München aufgeführt wurde. Darin verkörperte sie von Januar bis September 2018 die Rolle der Laura Schnabelstedt. Anschließend übernahm Leitner zwischen Februar und Oktober 2019 im selben Theater die Rolle der Amélie Poulain in der Europapremiere von Die falbelhafte Welt der Amélie.
Von November 2021 bis Februar 2024 bestritt Leitner im Theater des Westens in Berlin die Hauptrolle der Monika in Ku’damm 56 – Das Musical. Das Musical basiert auf dem gleichnamigen Dreiteiler.

## Rollen (Auswahl)
- 5/2016–7/2016: Hair als Ensemble, Clingenburg Festspiele
- 6/2017–8/2017: Cabaret  als Rosi / Ensemble, Clingenburg Festspiele
- 1/2018–9/2018: Fack ju Göhte – Das Musical als Laura Schnabelstedt, Werk 7 München
- 2/2019–10/2019: Die fabelhafte Welt der Amélie als Amélie Poulain, Werk 7 München
- 12/2019–3/2020: Bibi & Tina – Das Konzert 19/20 als Bibi Blocksberg, Tournee
- 9/2020: Grimm als Dorothea (Rotkäppchen), Schleswig-Holsteinisches Landestheater und Sinfonieorchester
- 11/2021–2/2024: Ku’damm 56 – Das Musical als Monika, Theater des Westens Berlin
- 04/2023: Scholl – Die Knospe der Weißen Rose als Sophie Scholl, Stadttheater Fürth[2]
- 05/2024–07/2024: Die Gänsemagd, als Magd Alma, Festspiele Hanau[3]
- seit 06/2025: The Addams Family, als Wednesday, Theater Magdeburg[4]